# Bathyraja spinosissima
Bathyraja spinosissima is een vissensoort uit de familie van de Arhynchobatidae. De wetenschappelijke naam van de soort is voor het eerst geldig gepubliceerd in 1941 door Beebe & Tee-Van.